# Тростянец (дендрологический парк)

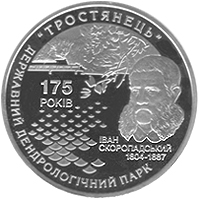
Юбилейная монета Украины, посвящённая 175-летию Ивана Скоропадского и государственному дендрологическому парку «Тростянец»

«Тростянец» (укр. Державний дендрологічний парк «Тростянець» НАН України) — государственный дендрологический парк общегосударственного значения НАН Украины (НАН УССР до 1983 года) в границах  Ичнянского национального природного парка (с 21 апреля 2004 года), расположенный на территории Прилукского района Черниговской области; памятник садово-паркового искусства середины XIX века, созданный благодаря усилиям и средствами Ивана Михайловича Скоропадского. Площадь — 204,7 га.
Парк расположен в юго-восточной части Черниговской области в посёлке Тростянец Прилукского района в верховье реки Тростянец. Вокруг него простираются лесозащитные полосы площадью приблизительно 350 га.
Директор парка — Заслуженный природоохранник Украины, старший научный сотрудник, кандидат биологических наук Алексей Алексеевич Илленко.
Распоряжением Правительства Украины № 73 от 11 февраля 2004 года коллекции интродуцентов растений, которые являются основой ландшафтных насаждений, предоставлен статус «Национального достояния Украины».

## История

### Предыстория
Парк создан благодаря усилиям и на средства известного на территории Российской империи Ивана Михайловича Скоропадского. Сейчас дендропарк является национальным достоянием Украины. Расположен дендропарк в юго-восточной части Черниговской области на территории Прилукского района на площади 204,7 га в благоприятных в целом для развития древесной растительности климатических условиях. Местность, выбранная для создания дендропарка, в начале XIX века была типичной для Левобережной лесостепи: открытая равнина рассекалась многочисленными глубокими заболоченными балками. На южной части этой территории произрастала дубовая роща, часть деревьев которой, имеющая на сегодняшний день возраст около 200 лет, сохранилась и сейчас входит в состав парковых ландшафтов. Остальные выбранные территории использовались как сельскохозяйственные угодья.
Усадьба, которая включала большой деревянный дом с башнями и четыре флигеля, была сооружена в 1833 году вблизи ручья Тростянец, который был использован для создания системы прудов. Путём углубления балок и отсыпки дамб был создан Великий став, длиной 1,3 км и шириной около дамбы почти 100 м. Он разделяет парк посередине с севера на юг и является его композиционной осью. С разных сторон вокруг этого озера созданы два меньших по размерам — Лебединый и Короткий. В целом водная поверхность составляет более 10 га и является одним из важных элементов паркового ландшафта. Уровень грунтовых вод находится в пределах 5-10 м, однако в низинных местах они часто выходят на поверхность в виде открытых источников, благодаря которым в парковых прудах поддерживается стабильный уровень воды.

### Застройка парка
В 1834 г. по берегам прудов на площади около 20 га сделаны первые посадки древесных растений крупномерными саженцами ели европейской, тополя и других местных видов. Впоследствии начали высаживать также саженцы березы, липы, клёна, дуба, которые выкапывали в соседних лесонасаждениях. Эти растения со временем практически полностью погибли, кроме тех, которые были высажены непосредственно у воды. Такие результаты первых посадок побудили И. М. Скоропадского на создание собственного питомника на территории парка.
В балке Боговщина в значительном количестве начали выращивать посадочный материал как местных видов, так и ввезенных из других районов. При наличии достаточного количества посадочного материала посадки начали осуществлять большими сплошными участками, которые граничили с сенокосными полянами, и получили весьма позитивные результаты. В конце первой половины XIX в. в насаждения начали вводить экзотические виды, саженцы которых доставляли из Риги, Петербурга, Парижа, Киева, Никитского ботанического сада, акклиматизационного сада Каразина и других. Конечно, не все экзотические растения приживались в новых условиях, но это дало толчок для совершенствования акклиматизационной работы и применения новых средств, в т.ч. путём прививки экзотов на местные виды, например, южных дубов на местном дубе, кедра сибирского на сосне обыкновенной и т.д. Это дало положительные последствия: парковые насаждения начали быстро обогащаться новыми оригинальными формами с необычными декоративными свойствами. Одновременно с развитием парковых ландшафтов возникла реальная необходимость создания защитных насаждений. Это осуществлялось путём залеснения степных участков размером от 0,5 до 15 га за пределами парковой территории. Насаждения размещали полосами или компактными полянами вокруг парка на расстоянии до 2 км от него, создавая защитную зону, расширенную со стороны преобладающего направления ветров. Как правило, в большинстве этих насаждений доминировал какой-то один вид, например, сосна, береза, ель, дуб, но были и смешанные насаждения, где к местным видам добавлялись экзоты, фото саженцев которых создавалось в питомнике.
Таким образом, площадь защитных насаждений была доведена до 155 га, из которых 100 га занимали хвойные виды. С 1858 г. начался новый этап в строительстве Тростянецкого парка — преобразование равнинной местности в рельефный ландшафт. Сначала работы осуществляли на 5 га, со временем площадь была расширена до 30 га по обе стороны от Большого пруда. Руководил работами главный садовник К. Д. Шлинглоф. С целью создания горного рельефа на отведенных участках частично вырубали существующие насаждения, а в местах, где создавались высокие горки, они становились каркасом и полностью засыпались землёй. В результате работ, которые проводили около 30 лет, был создан гористый рельеф, где высота отдельных горок достигала 35 м. Горки обсаживали деревьями, главным образом, соснами и различными видами кустов.

### Расцвет
В 1886 г. была проведена первая инвентаризация насаждений парка и составлен топографический план. По её итогам площадь парка составляла 170 га, видовой состав насчитывал 623 вида и формы, из них 161 — хвойных, 462 — лиственных, в том числе дуба — 50 видов и форм, клёна — 60, ясеня — 37, ильмовых — 34, липы — 27, берёзы − 16, тополя — 18, рябины − 17, ели и пихты — 51, сосны — 22, туи — 32, можжевельника — 25 видов и форм. Вообще на этот период ландшафт парка был практически сформирован: защитные насаждения занимали площадь 180 га, формирование рельефа непосредственно на территории парка закончено, проложены дорожки, установлены каменные и деревянные скамьи и беседки, скульптуры, построены малые архитектурные формы, дамбы и мосты.

### Упадок
К сожалению, с конца XIX в. в истории дендропарка начинается период полного упадка, вызванного смертью И. М. Скоропадского в 1887 г. и известными общественно-политическими событиями начала и середины XX в. Факт такого упадка достоверно показала инвентаризация насаждений парка 1948 г., когда были обнаружены только 391 вид и форма, в том числе 79 хвойных и 312 лиственных. Существенное значение в таком уменьшении видового и фермового состава насаждений имел фактор отсутствия в течение длительного времени компетентного и заинтересованного хозяина. Так, в январе 1918 г. усадьба была разрушена и на протяжении почти двух десятилетий парк находился в ведении созданного в Тростянце животноводческого совхоза. С 1938 г. главная часть парка была выделена в самостоятельную хозяйственную единицу и подчинена непосредственно Наркомзему УССР, а в 1940 г. он стал государственным заповедником и был подчинен Главному управлению по заповедникам. В этом же году к заповеднику было добавлено 30 га пахотной земли для создания питомника и коррекционного участка.

### Восстановление

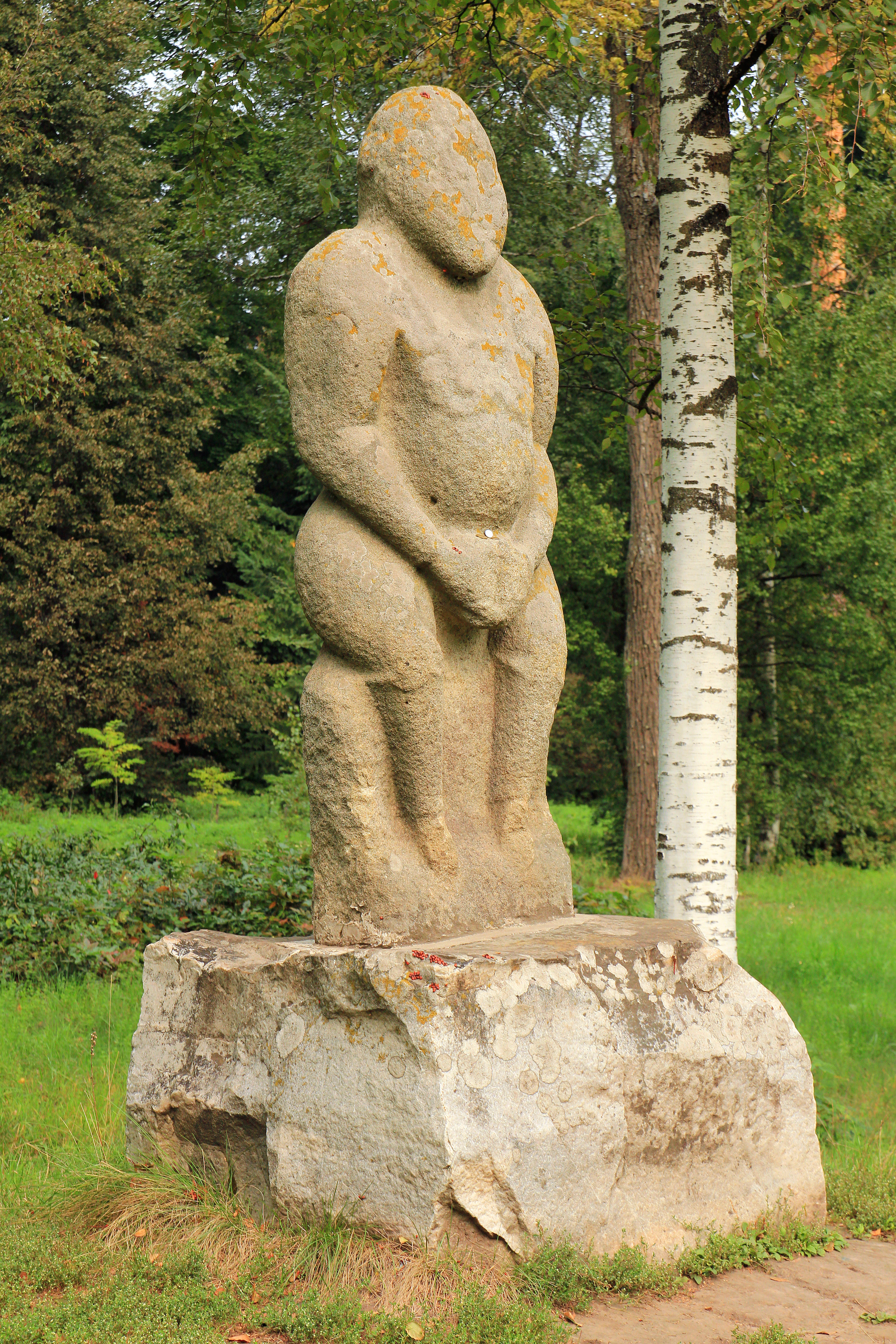
Каменная баба

С передачей дендропарка в Академию наук УССР в 1951 г. в его истории начался качественно новый период развития. Он становится научно-исследовательским учреждением, где изучаются вопросы интродукции и акклиматизации растений, реконструкции и восстановления парковых ландшафтов, вегетативного и генеративного размножения интродуцированных растений и проводится эффективная культурно-просветительская работа. Практически сразу после передачи в Тростянце на площади 11,4 га создается арборетум, где собрана коллекция из почти тысячи древесных видов, разновидностей и форм. Активно развивается производственный питомник, где выращиваются сотни тысяч саженцев различных видов и форм как для нужд собственно дендропарка, так и для нужд зеленого строительства. Со временем дендропарк стал главным производителем декоративных саженцев для северных регионов Украины, а также для России и Беларуси. Дендропарк используется и как семенная база для снабжения заинтересованных структур семенами экзотических видов. Это была монотонная, безлесная равнина, пересеченная неглубокими балками и болотистыми низменностями вдоль ручья Тростянец. Сейчас здесь просматривается и профиль Альп, и швейцарские ущелья и солнечные поляны, и многовековые деревья-великаны. Благодаря удачному сочетанию воды, зелёных насаждений, архитектурных форм, созданному гористому рельефу парк предстаёт гармоничным, целостным и необычайно привлекательным в любое время года. Парк пользуется большим спросом среди туристов, особенно популярны туры выходного дня.
Особое место занимают хвойные растения, которыми засажены наиболее рельефные места парка, они удачно использованы при оформлении полян, прудов, отдельных парковых массивов. Благодаря хвойным видам необычный художественный колорит создаётся в парке в течение летнего периода и зимой. Низкорослый можжевельник казацкий, которым покрыты крутые склоны, горки и их подножия и берега прудов, эффективно выполняет почвозащитную функцию, не допуская смывов и эрозии почвенной поверхности. Высокорослые виды рода туя, пихта, ель, сосна и другие с их чрезвычайно декоративными голубыми, серебристыми, золотистыми, плакучими, пирамидальными и пологими формами использованы для создания живописных пейзажей в виде отдельных групп или одиночных экземпляров на открытых местах. Здороваясь с парком, посетитель встречается с Вестибюльной поляной, шагая вдоль берега Большого пруда — с поляной Шевченко, потом открываются Тисовые, Кедровая, Берёзовая лужайки и поляны огромных туй, такие как «Три сестры» и «Восемь братьев». Центральный мост через Большой пруд ведёт к «Швейцарскому» ущелью и вершинам рукотворных гор: Косматый, Сторожевой, Дедова, Ротонда, где встречаются скифские каменные бабы. Возле мраморного памятника, который заказал хозяин парка И. М. Скоропадский незадолго до смерти, начертаны обращённые к посетителям слова: «Любезный прохожий! Сад, в котором ты гуляешь, посажен мной; он служил мне утешением в моей жизни. Если ты заметишь беспорядок, ведущий к уничтожению его, то скажи об этом хозяину сада: ты сделаешь доброе дело».

## Галерея

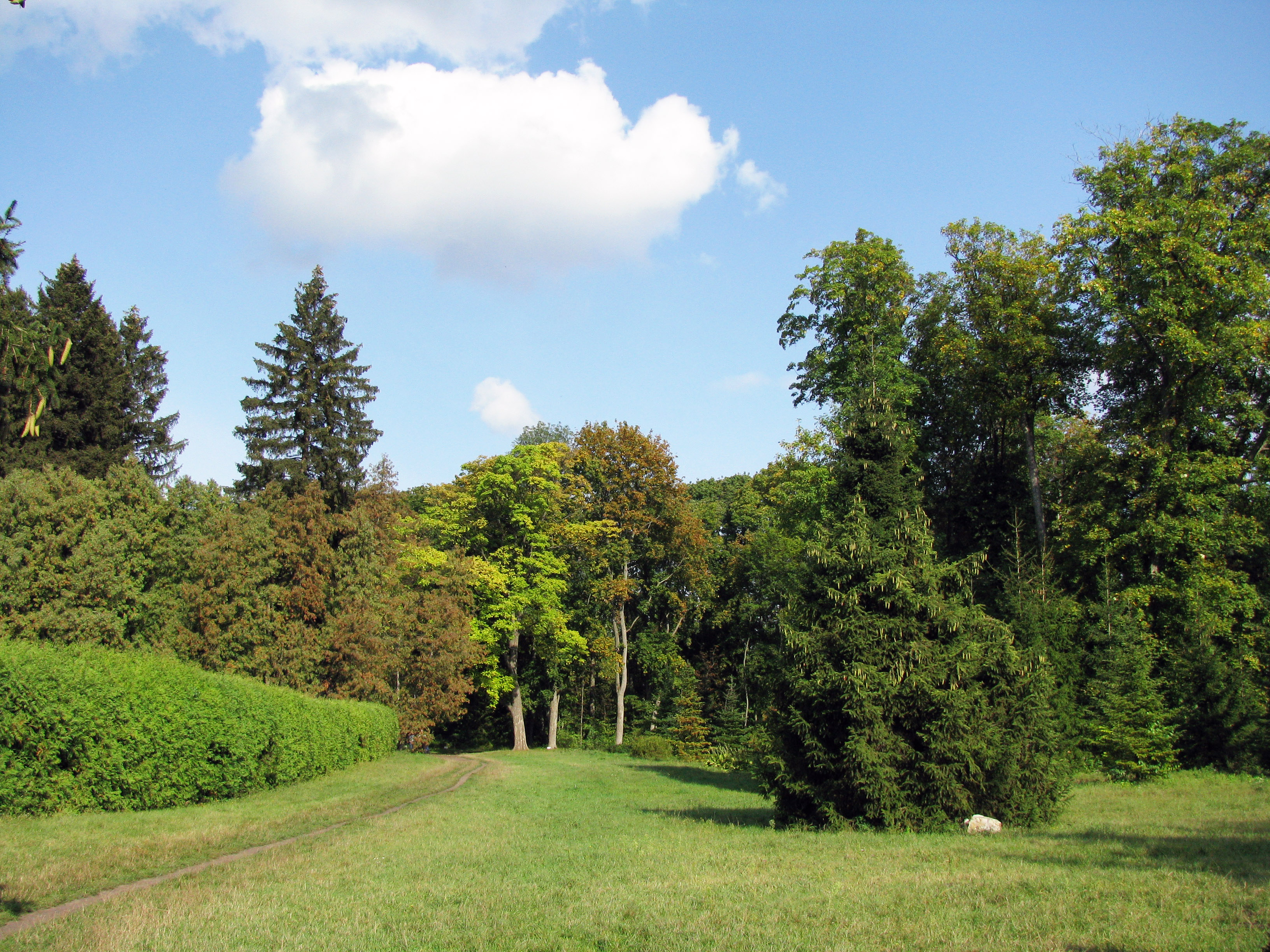
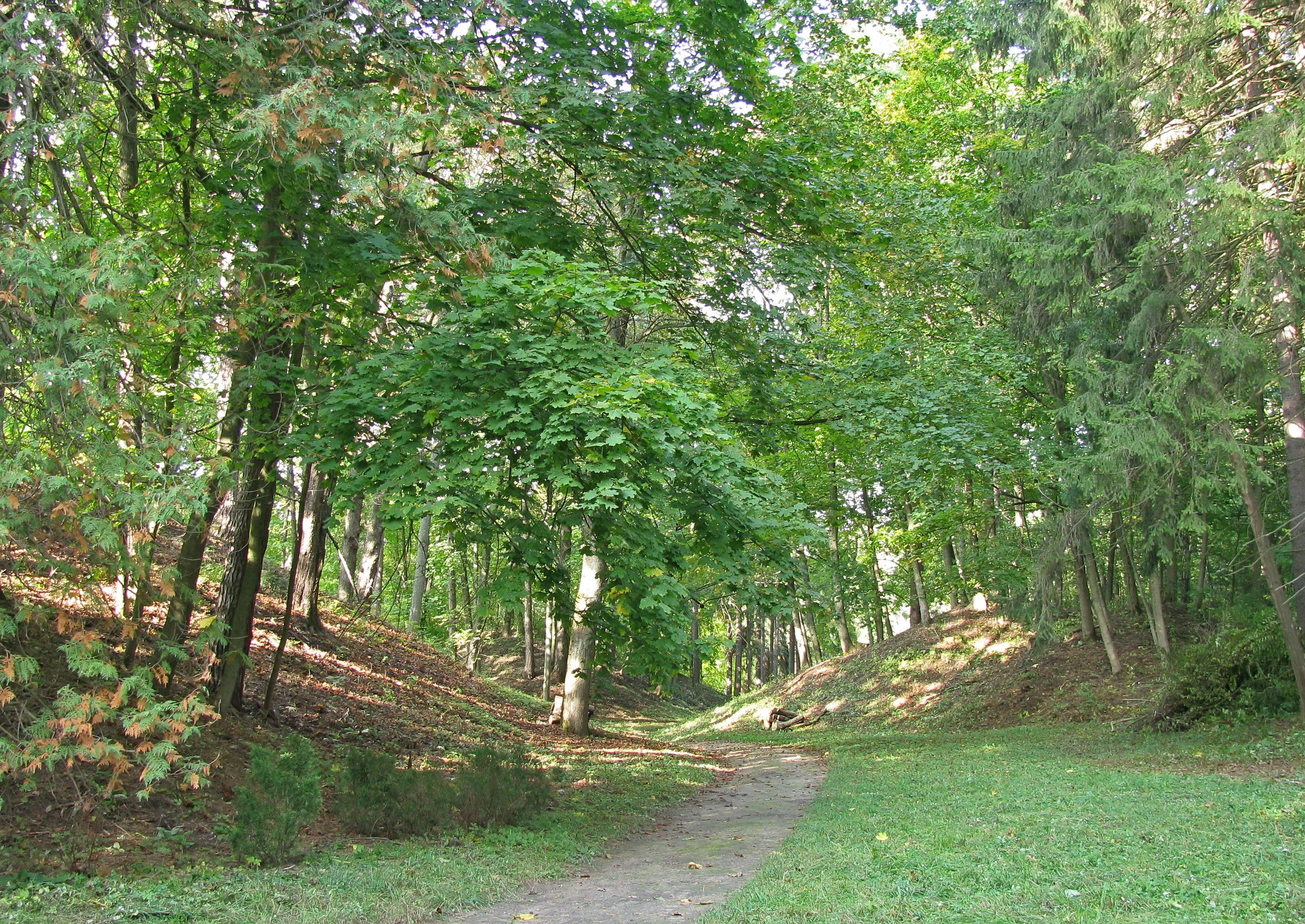
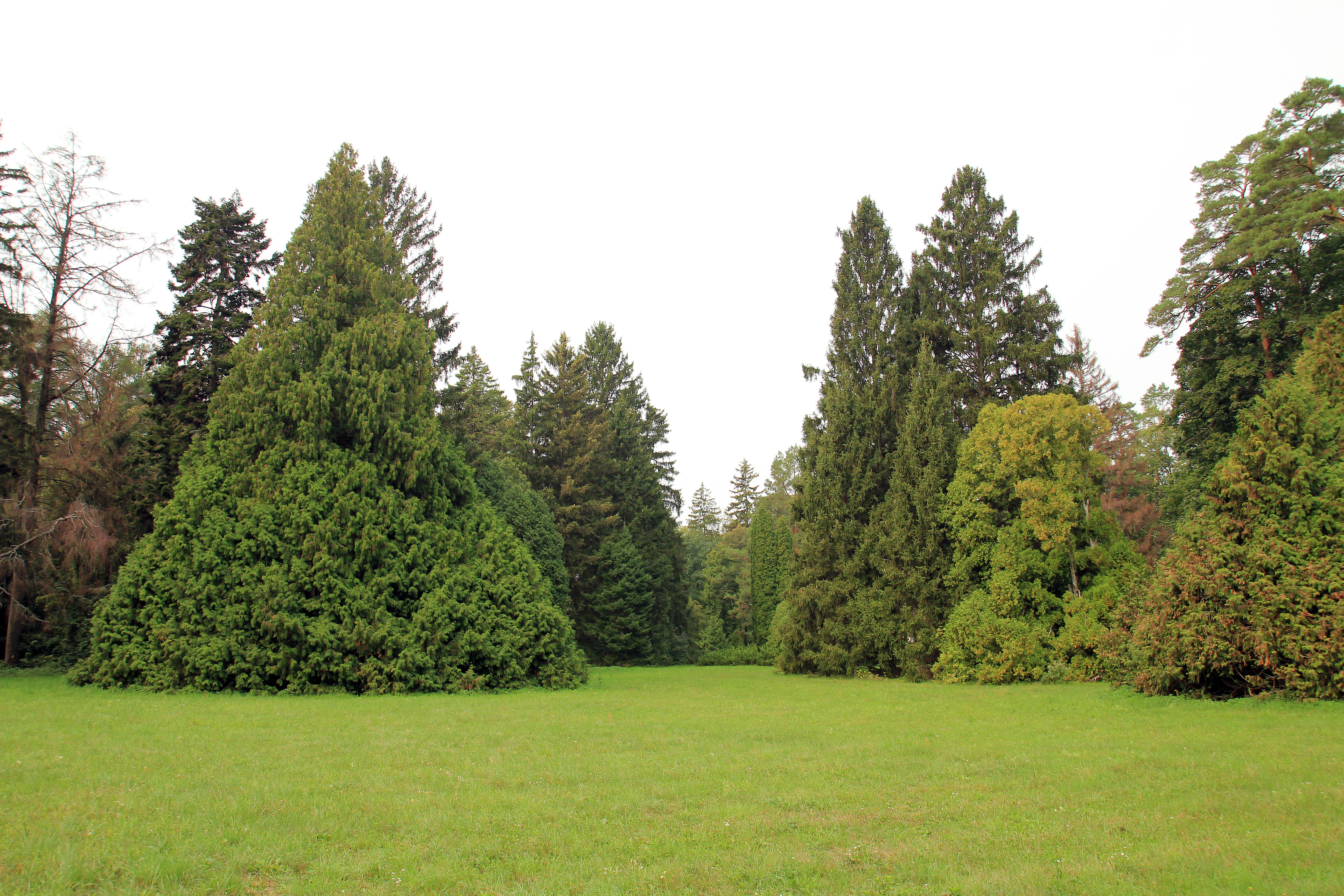
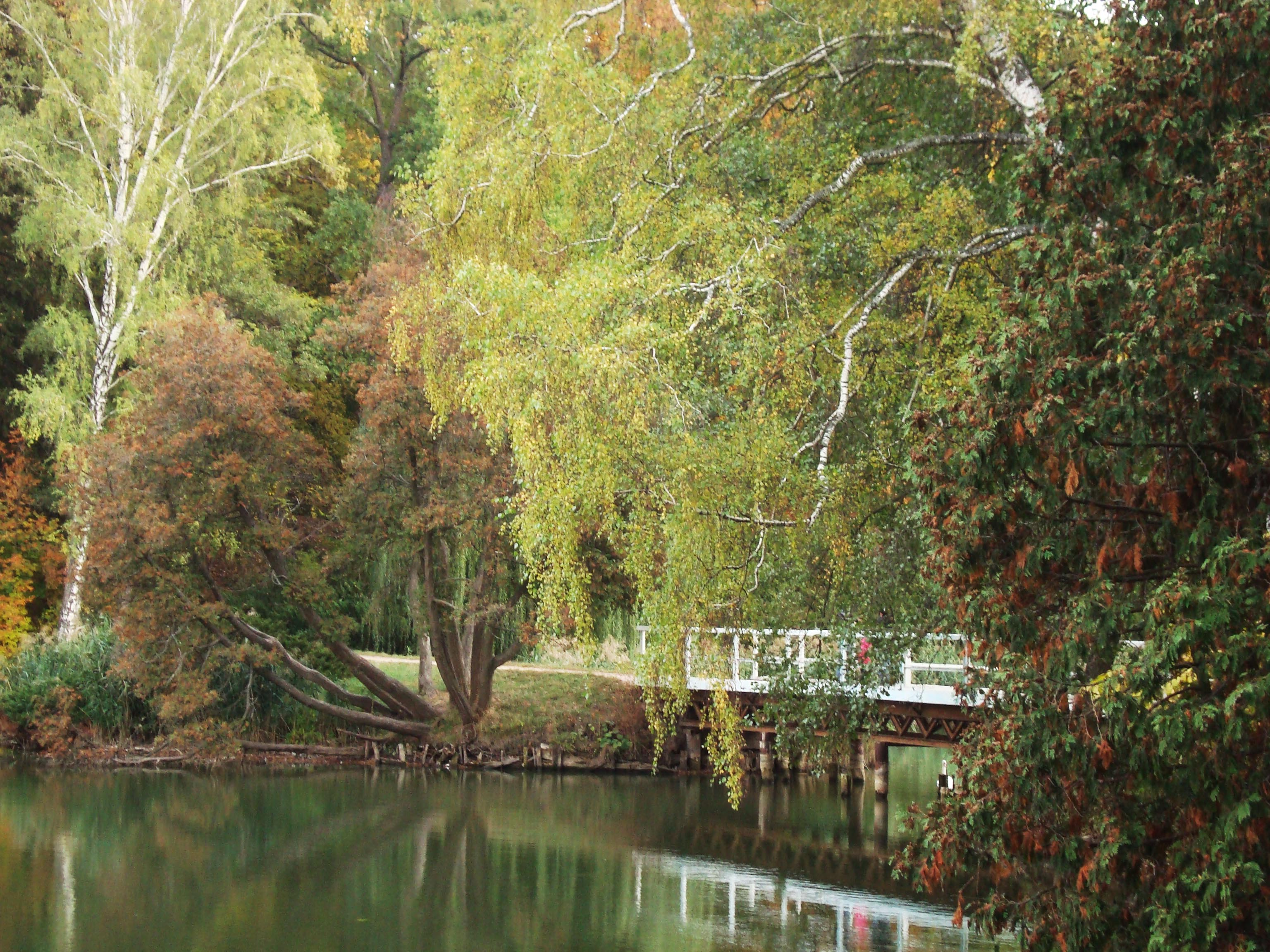
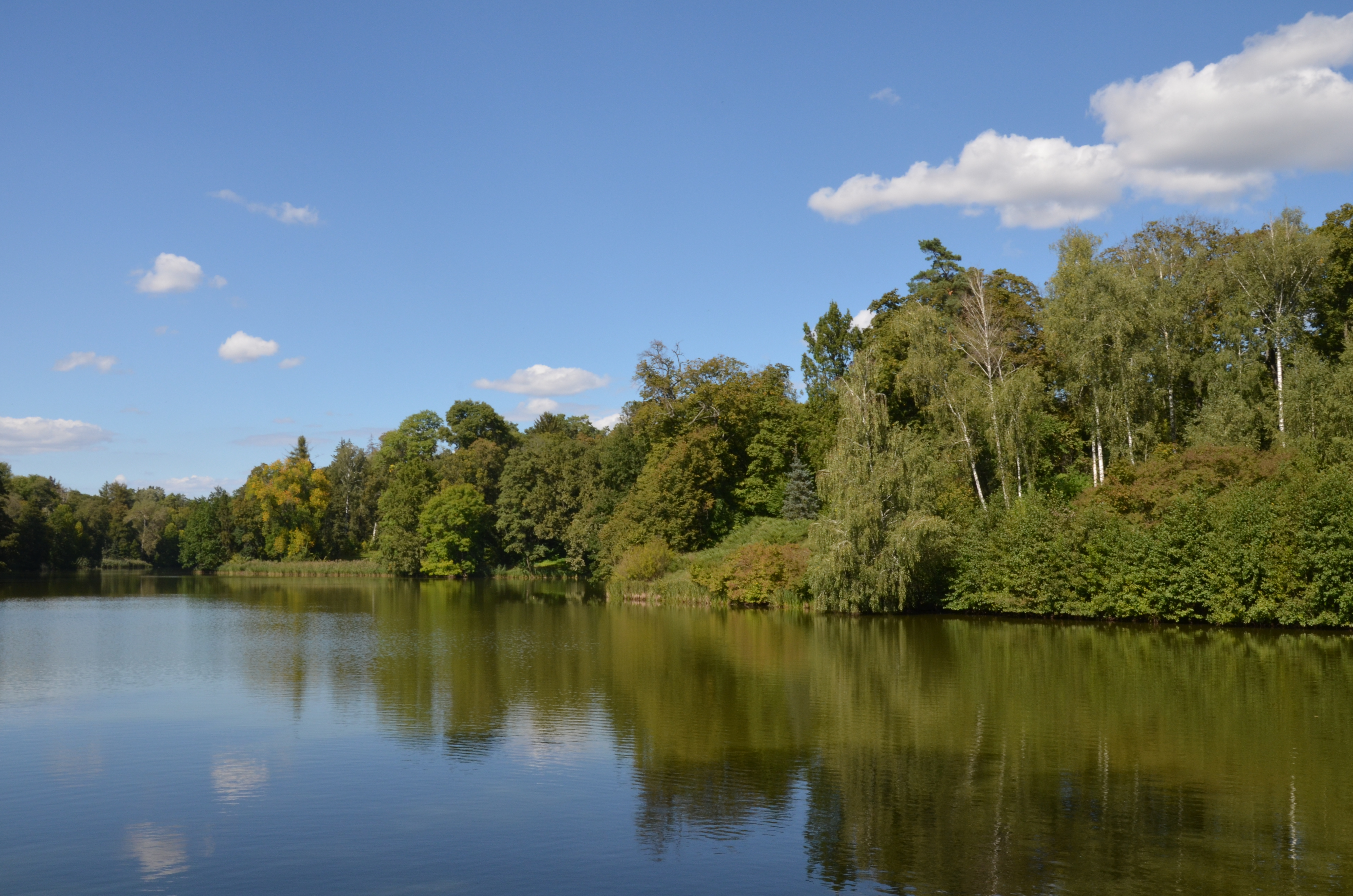